# Nienke Kingma

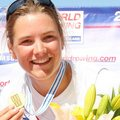
Nienke Kingma

Nienke Kingma (* 12. Februar 1982 in Driebergen) ist eine ehemalige niederländische Ruderin, die 2008 Olympiazweite und 2012 Olympiadritte im Achter war.
Nienke Kingma von Nereus Amsterdam begann 2000 mit dem Rudersport. Bei den Weltmeisterschaften 2006 belegte sie den fünften Platz im Vierer ohne Steuerfrau. 2008 rückte sie in den niederländischen Achter auf, der bei den Olympischen Spielen in Peking in der Besetzung Femke Dekker, Annemiek de Haan, Nienke Kingma, Roline Repelaer van Driel, Annemarieke van Rumpt, Sarah Siegelaar, Marlies Smulders, Helen Tanger und Steuerfrau Ester Workel den zweiten Platz hinter dem Achter aus den Vereinigten Staaten erreichte. Bei den Weltmeisterschaften 2009 siegten erneut die Amerikanerinnen, hinter den Rumäninnen belegten die Niederländerinnen den dritten Platz. Daneben gewannen Chantal Achterberg, Nienke Kingma, Carline Bouw und Femke Dekker, die alle auch im Achter starteten, bei den Weltmeisterschaften 2009 und 2010 auch in der nichtolympischen Bootsklasse Vierer ohne Steuerfrau. Die Rumäninnen siegten bei den Europameisterschaften 2010 im Achter vor den Niederländerinnen, bei den Weltmeisterschaften 2010 und 2011 belegte der niederländische Achter den fünften Platz. Zum Karriereabschluss von Nienke Kingma gewann der niederländische Achter in der Besetzung Jacobine Veenhoven, Nienke Kingma, Chantal Achterberg, Sytske de Groot, Roline Repelaer van Driel, Claudia Belderbos, Carline Bouw, Annemiek de Haan und Steuerfrau Anne Schellekens die Bronzemedaille bei den Olympischen Spielen 2012.